# Cygnus CRS OA-9E
Cygnus CRS OA-9E, conosciuta anche come Orbital ATK OA-9E e Northrop Grumman OA-9E, è stata una missione spaziale privata di rifornimento per la Stazione spaziale internazionale, programmata da Orbital ATK per la NASA nell'ambito del programma Commercial Resupply Services, e decollata il 21 maggio 2018.
Il vettore utilizzato è stato un Antares 230, il quale ha portato in orbita il veicolo cargo Cygnus, costituito in questo caso dalla capsula S.S. J.R. Thompson, comprendente il modulo per immagazzinamento pressurizzato costruito da un partner industriale di Orbital ATK, la Thales Alenia Space.
La CRS OA-9E è stata la decima missione orbitale del veicolo spaziale Cygnus, la nona delle quali avente come cliente la NASA. La CRS OA-9E faceva parte, in particolare, di un prolungamento del contratto Commercial Resupply Services, che prevedeva inizialmente una serie di otto missioni commissionate alla Orbital dalla NASA e che con questo prolungamento era stato portato a comprendere dieci missioni (la lettera "E" alla fine del nome sta infatti a indicare la parola "Extension").

## Modulo di servizio
La missione CRS OA-9E è stata effettuata con una navetta Cygnus, in particolare con una versione di dimensioni maggiori, versione utilizzata qui per la sesta volta.
Come da tradizione della Orbital ATK, il modulo è stato battezzato S.S. J.R. Thompson, in onore del direttore operativo della Orbital Sciences Corporation morto l'anno precedente. Thompson aveva ricoperto diverse posizioni manageriali all'interno di Orbital, supervisionando lo sviluppo dei razzi Antares e di altri veicoli della famiglia di lanciatori dell'azienda.

## Lancio e svolgimento della missione

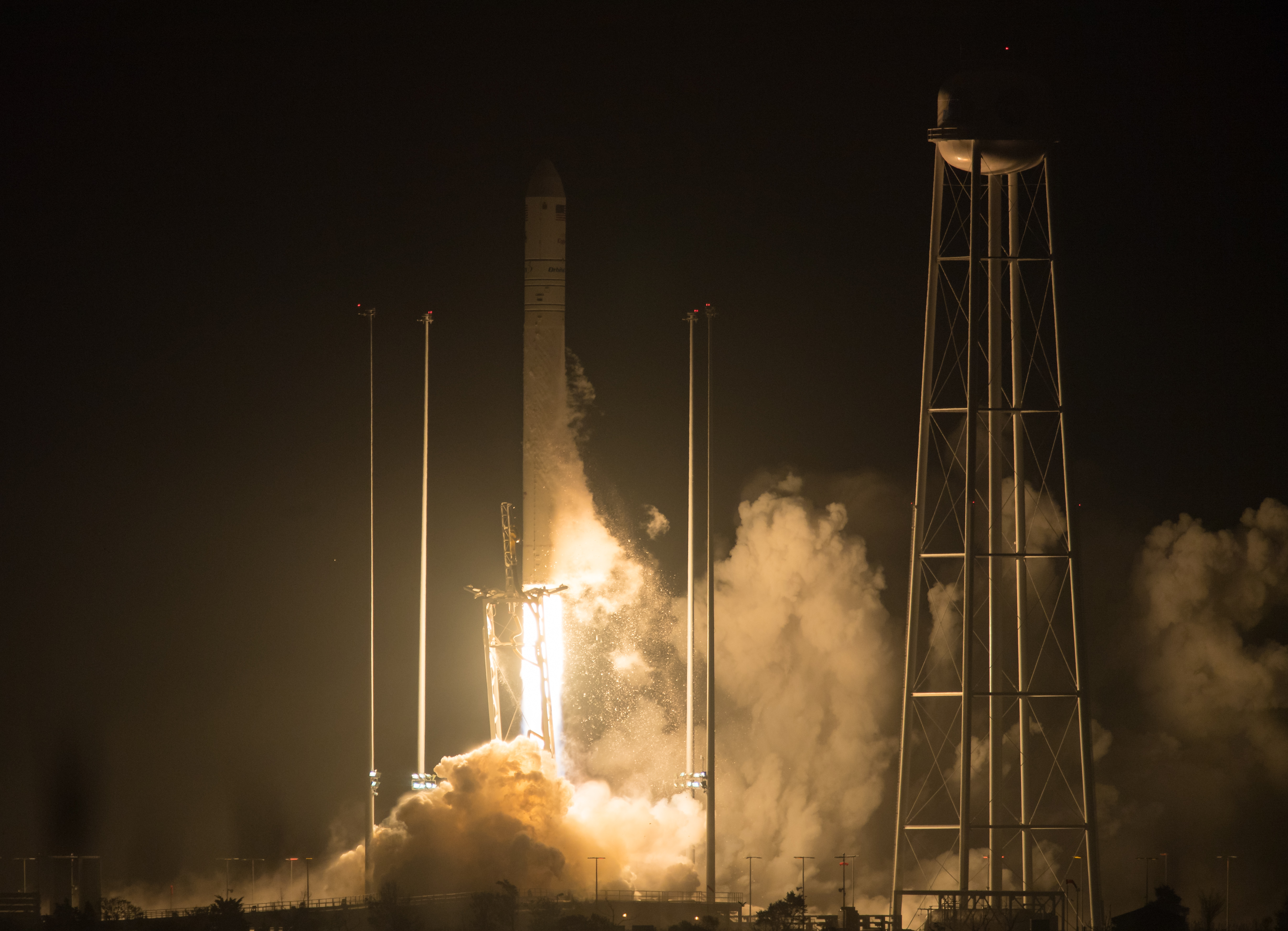
Il lancio del razzo Antares on a bordo la missione Cygnus OA-9E.

La missione è partita il 21 maggio 2018, alle 8:44:06 UTC, a bordo di un Antares 230 decollato dal sito di lancio numero 0 del Mid-Atlantic Regional Spaceport.
Il 24 maggio 2018 il modulo Cygnus, con a bordo la capsula pressurizzata per immagazzinamento costruita dalla Thales Alenia Space, ha raggiunto la ISS e ha iniziato a condurre una serie di manovre per regolare la propria velocità, altitudine e orientazione con quella della stazione spaziale. Dopo aver raggiunto il punto di cattura, alle 9:26 UTC il veicolo è stato preso dal Canadarm2 e infine, alle 12:13 UTC, è stato agganciato al modulo Unity.
Il modulo Cygnus della missione è rimasto agganciato alla ISS per 52 giorni e 54 minuti. Il distacco è avvenuto alle 10:20 UTC del 15 luglio 2018 e il veicolo è stato liberato dal Canadarm2 alle 12:37 UTC. Dopo una serie di manovre atte ad allontanarlo dalla stazione spaziale, il Cygnus ha effettuato un'accensione di pochi minuti in previsione del suo rientro in atmosfera, avvenuto il 30 luglio 2018 alle 09:17 UTC.

## Carico
La missione CRS OA-9E ha portato in orbita un carico totale di 3.350 kg di materiale. Questo includeva 3.268 kg di materiale pressurizzato destinato all'interno della Stazione Spaziale Internazionale e 82 kg di carico non pressurizzato costituito da un lanciatore di satelliti CubeSat della NanoRacks, il NanoRacks CubeSat Deployer, e da sei satelliti CubeSat, messi in orbita con il sopraccitato dispositivo dopo il distacco del modulo Cygnus dalla ISS.
In particolare il carico era così composto:
- Carico destinato all'interno della ISS:
  - Esperimenti scientifici: 1.021 kg
  - Rifornimenti per l'equipaggio: 811 kg
  - Hardware per la stazione spaziale: 1.191 kg
  - Equipaggiamenti per le attività extraveicolari: 132 kg
  - Risorse informatiche: 100 kg
  - Hardware russo: 13 kg
- NanoRacks CubeSat Deployer (NRCSD) e sei satelliti CubeSat: 82 kg